# Omorgus asper
Omorgus asper je druh brouka z čeledi Trogidae. Vyskytuje se v jižních státech USA a v Mexiku.

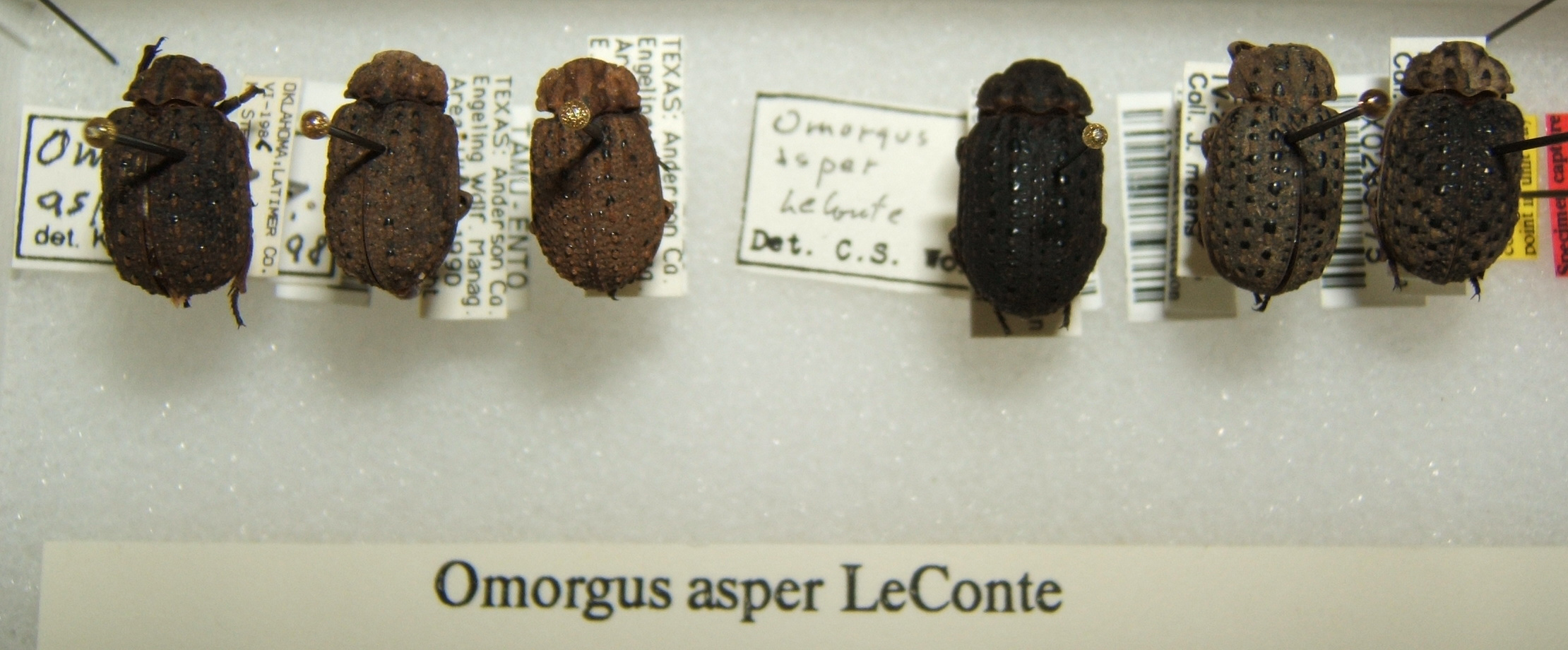
Variety druhu Omorgus asper